# 湖景 (阿肯色州)
湖景（英語：Lake View）是一個位於美國阿肯色州菲利普斯縣的城市。

## 地理
湖景的座標為34°24′51″N 90°48′43″W / 34.41417°N 90.81194°W，而該地的平均海拔高度為53米（即174英尺）。

## 人口
根據2020年美國人口普查的數據，湖景的面積為12.96平方千米，皆為陸地。當地共有人口327人，而人口密度為每平方千米25人。